# Медијци
Међани (Медијци),(на курдском میدیا )  народ индоевропског порекла који је у старом веку насељавао западни део Иранска висија, Медију. У 8. и 7. веку п. н. е. били су под влашћу Асирије. Њене власти ослободили су се 605. године п. н. е. и под краљем Кијаксaром основали своју државу. Око 550. године п. н. е. пали су под власт Персијанаца под Киром Великим.

## Племена
Према Херодотовим Историјама, постојало је шест медијских племена. Тих шест племена живело је у самој Медији, троугластој области између Раге, Аспадане и Екбатане. У данашњем Ирану, то је област између Техерана, Исфахана и Хамадана. Од медијских племена, Маги су боравили у Раги, савременом Техерану. Они су били из свете касте која је служила духовним потребама Медијаца. Племе Паретацени је живело у и око Аспадане, модерног Исфахана, Аризанти су живели у Кашану и око њега (провинција Исфахан), а племе Бузае је живело у и око будуће медијске престонице Екбатане, у близини модерног Хамадана. Струхати и Будији су живели у селима у Медијском троуглу.

## Историја
Међани, који су живели у области античке Екбатане, знатно чешће се спомињу у асирским изворима. Они су се и географски налазили ближе Асирији те су често били мета асирских похода. Асирски краљеви разликовали су две групе Међана: унутар и ван царства. Међански владар Кијаксар, заједно са вавилонским владарем, учествовао је у походу на Ниниву. Међутим, користи од пада Асирије имали су само Вавилоњани који су основали Нововавилонско царство. Кијаксар се, након пљачке асирских градова, повукао у своју земљу и до 585. године п. н. е. проширио своју власт до источне Анадолије улазећи у сукоб са лидијским владаром Крезом. Река Кизил чинила је границу двеју држава. И поред недостатка конкретних доказа, верује се да је Међанско царство имало неку врсту хегемоније над персијском државом. Овај став заснива се на основу дела познијих античких писаца – Херодота, Ктезије и др.
Оснивач Персијског царства био је Кир од Персије/Аншана. Киров цилиндар доказ је да је Кир потицао од лозе локалних владара. Антички писци (Херодот и Ктезије) наводе да је Персија била вазална међанска држава. Ови наводи нису потврђени археолошким налазима. Даље, антички писци говоре о побуни коју је Кир, медијски вазал, подигао против међанског краља Астијага. Побуна је завршена заробљавањем међанског краља и преносом власти из Ектабане у персијски центар. Ектабана је постала престоница међанске сатрапије. Победом над Астијагом, Кир је потпуно преузео међанске територије. Персија се простирала од реке Халис до источног Ирана.

## Митологија
У грчком миту о Јасону и Аргонаутима, Медеја је ћерка краља Ејета из Колхиде и унука по оцу бога сунца Хелија. Након неуспелог брака са Јасоном док је била у Коринту, из једног од неколико разлога у зависности од верзије, она се удаје за атинског краља Егеја и рађа сина Меда. Након што није успела да натера Егеја да убије свог старијег сина Тезеја, она и њен син су побегли у Аријану, где су Међани преузели своје име по њој, према неколико грчких и каснијих римских извештаја, укључујући Паусанијин Опис Грчке (1. век). Према другим верзијама, као на пример у Страбоновој Geographica (1. век) и Јустиновом Epitoma Historiarum Philippicarum (2. или 3. век), вратила се кући да са својим мужем Јасоном осваја суседне земље, од којих је једна добила име по њој; док једна друга верзија коју је Диодор са Сицилије пренео у Bibliotheca Historica (1. век пре) наводи да се након изгнанства удала за азијског краља и родила Медуса, коме су се веома дивили због његове храбрости, по коме су и узели име.

## Култура и друштво
Грчке референце на „Медијце“ не праве јасну разлику између „Персијанаца“ и „Медијанаца“; заправо, за Грка да постне „превише блиско повезан са иранском културом“ значило је „да постане медијанизован, а не персијанизован“. Медијско краљевство је била краткотрајна иранска држава, писани и археолошки извори тог периода су ретки и мало се зна о медијској култури која је ипак дала „дубок и трајан допринос ширем свету иранске културе“.

### Језик
Медијци су говорили медијским језиком, који је био староирански језик. Страбонова Geographica (завршена у раном првом веку) помиње сродност медијског са другим иранским језицима: „Име Аријана је даље проширено на део Персије и Медије, као и на Бактријце и Согдијце на северу, јер они говоре приближно истим језиком, али са малим варијацијама“.
Није доказано да је оригинални дешифровани текст написан на медијском језику. Сугерише се да је слично каснијој иранској пракси чувања архиве писаних докумената у Ахеменидском Ирану, постојало и одржавање архиве од стране медијске владе у њиховој престоници Екбатани. Постоје примери „медијске књижевности“ пронађени у потоњим записима. Један је, према Херодоту, да је медијски краљ Деиоцес, који се појавио као судија, донео пресуду о разлозима који су поднети у писаној форми. Постоји и Динонов извештај о постојању „медијских дворских песника“. Медијска књижевност је део „староиранске књижевности“ (укључујући и хотаносашку, староперсијску, авестијску), јер је ова њихова иранска припадност експлицитна и у древним текстовима, као што је Херодотов извештај да су многи народи, укључујући Медијце, били „универзално звани иранцима“.
Речи медијског порекла појављују се у разним другим иранским дијалектима, укључујући староперсијски. Карактеристика староперсијских натписа је велики број речи и имена из других језика и медијски језик у том погледу заузима посебно место из историјских разлога. Медијске речи у староперсијским текстовима, чије се медијско порекло може утврдити „фонетичким критеријумима“, појављују се „чешће међу краљевским титулама и међу терминима у канцеларијским, војним и судским пословима“.